# 山梨球友クラブ
山梨球友クラブ（やまなしきゅうゆうクラブ）は、山梨県甲府市に本拠地を置き、日本野球連盟に加盟する社会人野球のクラブチームである。

## 概要
1954年に、山梨市の市制誕生を記念して発足した軟式野球チームを前身としている。1976年に、硬式野球に転向し『山梨球友クラブ』としてスタートした。
1979年、クラブ野球選手権に初出場し初優勝を果たす。
2014年、20年ぶりにクラブ選手権に出場するが、1回戦で松山フェニックスに5-10で敗れた。

## 設立・沿革
- 1976年 - 前身の軟式野球チームが硬式野球に転向し、『山梨球友クラブ』として創部。
- 1979年 - クラブ野球選手権に初出場（優勝）。

## 主要大会の出場歴・最高成績
- 全日本クラブ野球選手権大会：出場6回、優勝1回（1979年）

## 主な出身プロ野球選手
- 深沢和帆（投手） - 退団後、四国アイランドリーグの香川オリーブガイナーズを経て、2006年大学生・社会人ドラフト5位で読売ジャイアンツに入団
- 渡辺明貴（投手） - 退団後、BCリーグの滋賀ユナイテッドベースボールクラブや茨城アストロプラネッツなどを経て、2022年育成ドラフト4位で横浜DeNAベイスターズに入団